# Mariya Salmina
Mariya Salmina –en ruso, Мария Салмина– (23 de octubre de 1997) es una deportista rusa que compitió en natación sincronizada. Ganó dos medallas de oro en los Juegos Europeos de Bakú 2015, en las pruebas de equipo y combinación libre.

## Palmarés internacional
| Juegos Europeos | Juegos Europeos   | Juegos Europeos | Juegos Europeos   |
| Año             | Lugar             | Medalla         | Prueba            |
| --------------- | ----------------- | --------------- | ----------------- |
| 2015            | Bakú (Azerbaiyán) | Medalla de oro  | Equipo            |
| 2015            | Bakú (Azerbaiyán) | Medalla de oro  | Combinación libre |